# Hallgató
A hallgató kifejezés megfelelője számos nyelvben a latin studēre igéből származik, amelynek a jelentése: ’valamire igyekezni, lelkesen törekedni’. Ez alapján hallgatónak az tekinthető, „aki egy bizonyos dolog felé törekszik”, de tágabb értelemben a hallgató az, aki tanul; aki a tudást hallgatja valakitől, aki elég képzett az oktatáshoz. 

## Felsőoktatásban tanuló hallgatók
A felsőoktatási intézményben tanuló személyt hallgatónak nevezzük.
Az, aki a felsőoktatási intézménybe felvételt vagy átvételt nyert, az adott felsőoktatási intézménnyel – a felvételi döntés évében – hallgatói jogviszonyt létesíthet. A hallgatói jogviszony a beiratkozással jön létre.
A világ országaiban a hallgatókat különböző módon sorolják be.

### Magyarország
Jellemzően a főiskolai/egyetemi hallgatókat a tanulmányokban eltöltött évek alapján sorolják évfolyamokba, és így különböztetnek meg
- elsős, első évfolyamos;
- másodéves, második évfolyamos;
- harmadéves, harmadik évfolyamos;
- negyedéves, negyedik évfolyamos;
- ötödéves, ötödik évfolyamos;
- hatodéves, hatodik évfolyamos

hallgatókat.
Az elsős hallgatókat a legtöbb helyen gólyáknak nevezik, az utolsó éves hallgatókat pedig végzős hallgatóknak. A régi iskolarendszerben a hallgatóság, ifjúság vezetőjét szeniornak nevezték.
A hallgatókat a képzés tagozata szerint is szokás megkülönböztetni, mint nappalis hallgató, levelezős hallgató, estis hallgató.
A kreditrendszerben azokat a hallgatókat, akik nem tudtak végezni egy szakon az ajánlott féléven belül (30 kredit / félév), túlfutó hallgatóknak nevezik.

### Amerikai Egyesült Államok
Az USA-ban a hallgatókat a tanulmányi idejük alapján sorolják be az alábbiak szerint:
- freshman (elsős hallgató),
- sophomore (másodikos hallgató),
- junior (minden második éven túljutott hallgató),
- senior (utolsó éves, végzős hallgató).

A túlfutó hallgatókat super senior-nak nevezik.
Az ötéves képzésekben freshman (elsős), sophomore (másodéves), middler (harmadéves), junior (negyedéves), senior (ötödéves) hallgatókat különböztetnek meg.